# Cherbourg (region)
Cherbourg är en region i Australien. Den ligger i delstaten Queensland, omkring 170 kilometer nordväst om delstatshuvudstaden Brisbane. Antalet invånare är 1 286.
I omgivningarna runt Cherbourg växer huvudsakligen savannskog. Trakten runt Cherbourg är nära nog obefolkad, med mindre än två invånare per kvadratkilometer. Genomsnittlig årsnederbörd är 951 millimeter. Den regnigaste månaden är mars, med i genomsnitt 168 mm nederbörd, och den torraste är augusti, med 27 mm nederbörd.